# Theorie

Een theorie: het atoommodel van Bohr (1913) voor een atoom met atoomnummer Z.
Een elektron springt vanuit een hogere baan (n=3) rond de atoomkern naar een lagere baan (n=2). Vanwege behoud van energie wordt het energieverschil ΔE van het elektron in de twee banen uitgezonden als elektromagnetische straling, bijvoorbeeld licht. De uitgezonden energie wordt volgens Planck geschreven als de constante van Planck h maal de frequentie ν van de uitgezonden straling

Een theorie is een geheel van denkbeelden, hypothesen en verklaringen die in onderlinge samenhang worden beschreven. In de wetenschap is een theorie vaak een getoetst model ter verklaring van waarnemingen van de werkelijkheid.

## Bewijzen, weerleggen en vervangen van theorieën
De juistheid van een theorie kan volgens wetenschapsfilosoof Karl Popper nooit absoluut bewezen (geverifieerd) worden. Hij kan wel zeer aannemelijk gemaakt worden, maar hoeveel ondersteunende waarnemingen er ook gedaan zijn, het is nooit uit te sluiten dat een volgende waarneming de theorie tegenspreekt. Als meerdere onafhankelijke waarnemers dezelfde waarneming doen, kan er overeenstemming worden bereikt over de juistheid van een waarneming. Inductivisten menen op basis van een eindig aantal bevestigende waarnemingen universeel geldige uitspraken over de werkelijkheid te kunnen doen.
Een goede theorie is falsificeerbaar, dat wil zeggen dat deze toetsbare voorspellingen doet, zodat de theorie zich blootstelt aan mogelijke weerlegging in de praktijk. Deze voorspellingen worden getoetst aan nieuwe waarnemingen. Als de voorspellingen overeenstemmen met die waarnemingen wint de theorie aan geloofwaardigheid. Bij weerlegging is er duidelijkheid gekomen: de theorie werkt blijkbaar niet, er moet een nieuwe komen. Het doel van verklaring en voorspelling is het begrijpen van het verschijnsel waarover de theorie iets zegt. Als een theorie geen aangrijpingspunten in de werkelijkheid biedt (niet-toetsbaar is en dus ook niet weerlegd kan worden), heeft de wetenschap er niets aan: de theorie is niet eens onjuist (nicht einmal falsch, een uitspraak van de Oostenrijkse theoretisch natuurkundige Wolfgang Pauli). Een onjuiste theorie kan nog nut hebben als hij waarnemingen uitlokt waarmee hij weerlegd kan worden. Zo wordt de zoektocht naar een betere theorie aangejaagd.
In de geschiedenis van de wetenschap blijken veel theorieën ooit vervangen te zijn door een andere. Meestal gebeurt dit als de eerste theorie wordt gefalsifieerd: de theorie doet voorspellingen die bij een experiment niet uit blijken te komen. Een andere reden kan zijn dat de nieuwe theorie meer omvattend is. Volgens Thomas Kuhn spelen ook andere, niet-rationele, overwegingen een grote rol. Een goede nieuwe theorie is in zekere zin consistent met de voorgaande doordat ook de daarmee overeenstemmende waarnemingen te voorspellen moeten zijn. Een weerlegde theorie wordt vaak nog aangehangen door onderzoekers die er hun leven lang mee gewerkt hebben en verdwijnt pas met hun overlijden, waarmee de paradigmaverschuiving voltooid is.
Een natuurwetenschappelijke theorie kan worden getoetst met behulp van waarnemingen, eventueel als resultaat van experimenten. Sommige theorieën zijn door experimenten weerlegd, zoals de flogistontheorie en de theorie omtrent de werking van de ether. Voor andere theorieën, zoals de relativiteitstheorie en de theorie van de kwantummechanica, zijn tot nu toe geen waarnemingen gedaan die ermee in strijd zijn.

## Voorbeelden van theorieën
Belangrijke voorbeelden van theorieën zijn:
- De theorie van het zonnestelsel van Copernicus
- De theorie van de bouw van de aarde van James Hutton
- De theorie van het ontstaan van de Aarde van Thomas Chamberlin
- De theorie van de opbouw van stof van Dalton
- De theorie van het vuur van Lavoisier
- De theorie van het licht van Huygens
- De relativiteitstheorie van Albert Einstein
- De theorie van de cel van Theodor Schwann
- De evolutietheorie van Charles Darwin
- De theorie van de ziekteverwekkers van Louis Pasteur
- De theorie van de bevolkingsgroei van Robert Malthus
- De theorie van het menselijk onbewuste van Freud
- De theorie van de mens van Franz Boas
- Het dialectisch materialisme van Karl Marx
- De economische meerwaardetheorie van Karl Marx